# Ловеч (община)
Вижте пояснителната страница за други значения на Ловеч.
Община Ловеч се намира в Северна България и е една от съставните общини на област Ловеч.

## География

### Географско положение, граници, големина
Общината е разположена в източната и североизточна част на област Ловеч. С площта си от 946,284 km2 е най-голямата сред 8-те общините на областта, което съставлява 22,92% от територията на областта. Тя е и една от най-големите по площ общини в България, като заема 12-о място. Границите ѝ са следните:
- на североизток – община Летница;
- на изток – община Севлиево, област Габрово;
- на юг – община Троян;
- на запад – община Угърчин;
- на север – община Плевен и община Пордим, Област Плевен.

### Природни ресурси

#### Геоложки строеж
В геоложко отношение територията на община Ловеч е изградена от седименти на долната креда – апт, и отложения на кватернера. Аптският комплекс е представен от три хоризонта – песъчливо-мергелен, ургонски и терциерен. Песъчливо-мергелният хоризонт е изграден от мергели, сред които се прослояват пластове от варовици и пясъчници, Ургонският хоризонт е представен от варовици, на места с прослойки от песъчливи мергели, варовити пясъчници и мергели. Терциерният хоризонт е представен от пясъчници и мергели, които са с малка мощност и се редуват помежду си. Кватернерът е представен от алувиални и делувиални отложения. Алувиалните отложения изграждат руслото и надзаливната тераса на река Осъм. Те са представени са от чакъли, едрокъсови с валуни и глинесто-песъчлив запълнител и песъчливи глини. Делувиалните отложения покриват склоновете и дебелината им на места достига до 10 м. Представени са от разнокъсови чакъли с глинесто-песъчлив запълнител и песъчливи глини, примесени на места от льосовидни глини.
Геоложко-литоложкият строеж и теренните особености са предпоставка за проявата на специфични физико-геоложки явления и процеси – свлачища, срутища, карстови форми в карбонатни масиви и др.

#### Релеф
Преобладаващият релеф на общината е хълмистият. Територията ѝ условно попада в две физикогеографски области на България – Средния Предбалкан и Средната Дунавска равнина.
С изключение на най-северната ѝ част, около 90% от територията на общината попада в пределите на Средния Предбалкан, като преобладаващият релеф е хълмистият. Тук се простират части от четири обособени възвишения, височини и плата. Най-голяма площ заемат Ловчанските височини, които с изключение на най-западните си части изцяло попадат в пределите на общината. Тяхната максимална височина връх Гюнето (655 m) се намира западно от село Соколово. Районът североизточно от Ловчанските височини и югоизточно от долината на река Осъм се заема от западните части на Деветашкото плато. Неговият общ наклон е на северозапад и север към долината Осъм, където завършва със стръмни, на места отвесни склонове. Най-високата му точка е връх Чуката (556 m), разположен североизточно от село Брестово. В крайния югоизточен ъгъл на общината, в землището на село Малиново се простират най-западните части на Севлиевските височини с максимална височина връх Петриша (627 m), издигащ се североизточно от Малиново. В южната част на община Ловеч, от двете страни на река Осъм, южно от притоците ѝ Дрипла (ляв) и Българенска река (десен), от запад на изток се простират Микренските височини. Тук се намира най-високата точка на общината връх Заноги (789 m), разположен югоизточно от село Българене
Останалите около 10% от територията на общината попадат в южната, хълмиста част на Средната Дунавска равнина. Тук основни морфографски единици са Слатинския венец (връх Кайряка, 435 m), простиращ се от запад на изток северно от селата Славяни и Слатина. Крайните северни части са заети от последните, ниски югоизточни разклонения на Плевенските височини с надморска височина между 100 и 250 m.
Най-ниската точка на общината 77 m н.в. и се намира в коритото на река Осъм, североизточно от село Александрово.

### Води
Цялата територия на общината се отнася към Дунавския водосборен басейн, като повече от 90% се падат на водосборния басейн на река Осъм, а останалите – на водосборния басейн на река Вит. Река Осъм навлиза в общината югозападно от село Лешница, тече на североизток, а след селото на север, като проломява Микренските височини. След това продължава в северна посока в дълбока долина, като разделя на две половини Ловчанските височини и достига до град Ловеч. Тук реката завива на североизток и запазва тази си посока до напускането си на община Ловеч. В този си участък десните ѝ брегове обърнати към Ловчанските височини и Деветашкото плато са стръмни, на места отвесни с множество пещери и скални ниши, а левите са полегати, а на места равни. Основни притоци на Осъм в пределите на общината са реките: Дрипла – ляв; Ормандере, Райка и Гостиня (Гостинка) – десни.
Най-западната част (останалите 10%) принадлежат към водосборния басейн на река Вит. Тук протича най-горното течение на Катунецка река (Тоша), десен приток на Каменица, която от своя страна е десен приток на Вит.
На територията на община Ловеч подземните води се срещат като пукнатинни, карстови и порови. Пукнатинните води са формирани в скалните комплекси от мергели, пясъчници и варовици. Циркулацията им се извършва в пукнатините на скалите и обикновено залягат на голяма дълбочина. Подхранването на тези води става от инфилтрацията на атмосферните валежи. Карстови води се формират във варовиците. Подхранването им става както от атмосферните валежи, така и от пукнатинните води. Поровите води са формирани в алувиалните песъчливо-чакълести отложения на река Осъм. Подхранват се от инфилтрацията на атмосферните валежи и от водите на реката, с които са в пряка хидравлична връзка. Нивото им е установено от 0,5 до 3 m от повърхността. При високи стоежи на водите в реката нивото на подземните води също се покачва. Наличието на редуващи се окарстени варовити комплекси с мергелно-песъчливи, съчетано с редица гънки и разседи, създава условия за съсредоточаване на подземни води и образуване на карстови извори при Ловеч – Гурковото (1,5 – 10 л/сек) и Владишкото (0.4 – 27 л/сек). Подземните води в района се използват за питейно-битово и промишлено водоснабдяване.

#### Климат
Климатът в община Ловеч е умереноконтинентален, със студена зима и горещо лято. Средната годишна температура на въздуха е 11.4 °C. Годишният ход се характеризира с минимум през януари (-1.5 °C) и максимум през юли (23 °C). Средноденонощните температури на въздуха определят типичната за умереноконтиненталния климат температурна амплитуда от 24.5 °C. Относителната влажност на въздуха се колебае от 61% през август до 84% през декември. Максималната и стойност е през зимните месеци, когато температурите на въздуха са минимални.
Средната годишна сума на валежите в региона е 636 мм с максимум през май, юни и юли (77 – 95 мм) и минимум през януари и февруари (28 – 32 мм). През зимните месеци валежите са предимно от сняг с дебелина на снежната покривка 10 – 12 см.
Средната месечна и годишна скорост на вятъра е сравнително ниска – от 1.3 м/сек през юли, септември и ноември до 1.8 м/сек през февруари, март и април. Преобладаващата посока на ветровете е от североизток, запад и юг.

#### Почви и минерални ресурси
Почвената покривка на територията на общината е разнообразна. Преобладават сивите горски почви, а по долините на реките – алувиално-ливадните. Сивите и тъмносивите горски почви заемат най-голяма площ и са основният почвен тип на територията на общината. Те са дълбоко карбонатни. Мощността на хумусния хоризонт е средно 30 – 35 см при тъмносивите и 65 см при сивите почви. Механичният им състав е тежко песъчливо-глинест и трудно се обработва. Подходящи са за отглеждане на пшеница, ечемик, овес, царевица, слънчоглед, фуражен грах, а при благоприятни климатични условия върху тях добре виреят лозя и някои овощни видове – сливи, круши, ягоди, праскови. Съществуват и оподзолени почви. Те имат добре оформен хумусен хоризонт и са подходящи за отглеждане на почти всички зърнени и фуражни култури и захарно цвекло. Алувиално-ливадните почви са разпространени предимно по долините на реките в общината. Имат лек механичен състав – песъчлив до средно песъчливо-глинест. Режимът на подпочвените им води е в зависимост от този на реките. Мощността на хумусния хоризонт е от 20 до 40 см, а съдържанието на хумус варира от 2 до 5%. Наличието на карбонати по целия почвен слой ги прави рохкави и леки за обработка след обилни валежи и поливания. При комбинирано торене и напояване на тези почви се получават високи добиви от селскостопански култури. Най-подходящи са за отглеждане на зеленчукови и фуражни култури.

#### Флора и фауна
Флората е характерна за Предбалканския подрайон на Севернобългарския район. Тук се срещат: тъмнопурпурна метличина, висока бисерка, томасиниев минзухар (балкански ендемит), Aesculus hippcastanum (балкански ендемит и терциерен реликт), Ramonda serbica (балкански ендемит и терциерен реликт), лайка, липа, бреза, бъз, бор, габър, бук, дъб, шипка, глог, леска, дрян, акация, малина сграбиче.
Фауната също е характерна за Предбалканския подрайон на Севернобългарския район. Тук се срещат охлюви, мишки, полевки, леминги. От земноводните и влечугите често срещани са: зелена крастава жаба, голяма водна жаба, зелен гущер, обикновена водна змия, смок мишкар, дъждовник и др. Птиците са представени от качулата чучулига, градска лястовица, гълъб, домашно врабче, голям синигер, обикновена ветрушка. От клас бозайници най-често обитаващите района са: източноевропейски таралеж, къртица, див заек, обикновена полевка и др.

## Население

### Етнически състав (2011)
Численост и дял на етническите групи според преброяването на населението през 2011 г.:
|                     | Численост | Дял (в %) |
| Общо                | 49 738    | 100,00    |
| Българи             | 43 223    | 86,90     |
| Турци               | 2 321     | 4,67      |
| Цигани              | 665       | 1,34      |
| Други               | 165       | 0,33      |
| Не се самоопределят | 296       | 0,60      |
| Неотговорили        | 3 068     | 6,17      |

### Населени места
Общината има 35 населени места с общо население 38 699 жители към 7 септември 2021 г.
| Населено място  | Население (2021 г.) | Площ на землището km2 | Забележка (старо име)            | Населено място | Население (2021 г.) | Площ на землището km2 | Забележка (старо име)          |
| --------------- | ------------------- | --------------------- | -------------------------------- | -------------- | ------------------- | --------------------- | ------------------------------ |
| Абланица        | 100                 | 23,610                |                                  | Лисец          | 681                 | 38,024                |                                |
| Александрово    | 1049                | 41,690                | Кара Хасан                       | Ловеч          | 28767               | 69,492                |                                |
| Баховица        | 896                 | 23,841                |                                  | Малиново       | 501                 | 39,233                | Острец                         |
| Брестово        | 146                 | 38,214                | Брястово                         | Прелом         | 45                  | 13,297                | Долни бивол, Василево          |
| Българене       | 144                 | 29,680                |                                  | Пресяка        | 267                 | 21,083                | Присека                        |
| Владиня         | 167                 | 30,012                |                                  | Радювене       | 555                 | 71,810                | Стояново                       |
| Горан           | 334                 | 19,760                | Долно Павликене                  | Скобелево      | 214                 | 12,772                | Метудово                       |
| Горно Павликене | 169                 | 37,472                |                                  | Славяни        | 589                 | 28,890                | Симеоново                      |
| Гостиня         | 90                  | 16,492                | Гостина                          | Слатина        | 585                 | 36,057                |                                |
| Деветаки        | 135                 | 51,472                |                                  | Сливек         | 147                 | 8,135                 |                                |
| Дойренци        | 883                 | 28,016                |                                  | Смочан         | 232                 | 14,451                |                                |
| Дренов          | 167                 | 45,686                | Дрянов                           | Соколово       | 99                  | 14,164                | Шахлии, Шахан кая              |
| Дъбрава         | 18                  | 6,471                 | Горни бивол                      | Стефаново      | 88                  | 29,457                | Вратца                         |
| Изворче         | 36                  | -                     | Изворджик, в з-щето на гр. Ловеч | Тепава         | 41                  | 18,438                |                                |
| Йоглав          | 313                 | 12,303                |                                  | Умаревци       | 263                 | 11,025                |                                |
| Казачево        | 183                 | 17,358                | Татарето                         | Хлевене        | 238                 | 27,925                |                                |
| Къкрина         | 180                 | 31,656                | Какрина                          | Чавдарци       | 235                 | 16,596                | Лъжене                         |
| Лешница         | 142                 | 21,702                | Аладанлии, Турска Лешница        | ОБЩО           | 38699               | 946,284               | 1 населено място е без землище |

## Административно-териториални промени
- през 1882 г. – заличено е с. Мираш без административен акт поради изселване;
- Височайши доклад № 6090 от 28.07.1882 г. – преименува с. Кара Хасан на с. Александрово;

– преименува с. Татарето на с. Казачево;
– преименува с. Метудово на с. Скобелево;
- през 1886 г. – заличена е м. Мангалъ махла без административен акт поради изселване;
- след 1887 г. – заличена е м. Шаханска махала (Малка Шаханская) и е присъединена като квартал на с. Кайкъ махла (Кайклъ махала) без административен акт;
- Указ № 297/обн. 02.07.1920 г. – заличава с. Кайкъ махла (Кайклъ махала) и я присъединява като квартал на м. Шахлии (Шахан кая);
- Указ № 86/обн. 26.03.1925 г. – преименува с. Долни бивол на с. Василево;
- МЗ № 2820/обн. 14.08.1934 г. – преименува м. Изворджик на м. Изворец;

– преименува м. Изворджик на м. Изворче;
– преименува с. Аладанлии (Турска Лешница) на с. Лешница;
– преименува м. Шахлии (Шахан кая) на м. Соколово;
- МЗ № 4127/обн. 4 януари 1939 г. – обединява селата Зълково и Сотево в едно населено място – с. Симеоново;
- МЗ № 1380/обн. 01.06.1939 г. – признава м. Соколово за с. Соколово;
- МЗ № 1992/обн. 13.06.1941 г. – преименува с. Горни бивол на с. Дъбрава;
- Указ № 45/обн. 08.02.1950 г. – преименува с. Василево на с. Прелом;

– преименува с. Симеоново на с. Славяни;
– преименува с. Вратца на с. Стефаново;
– преименува с. Лъжене на с. Чавдарци;
- Указ № 191/обн. 22.04.1950 г. – преименува с. Радювене (Радьовене, Радювени) на с. Стояново;
- Указ № 334/обн. 13.07.1951 г. – преименува с. Долно Павлекене на с. Горан;
- през 1965 г. – осъвременено е името на с. Какрина на с. Къкрина без административен акт;
- Указ № 463/обн. 02.07.1965 г. – заличава м. Изворец поради изселване;
- Указ № 960/обн. 4 януари 1966 г. – уточнява името на с. Брястово на с. Брестово;

– уточнява името на с. Гостина на с. Гостиня;
– уточнява името на с. Дрянов на с. Дренов;
– уточнява името на с. Присека на с. Пресяка;
- Указ № 267/обн. 21.03.1969 г. – заличава с. Гозница и го присъединява като квартал на гр. Ловеч;
- Указ № 1840/обн. 24.11.1970 г. – заличава с. Продимчец и го присъединява като квартал на гр. Ловеч;
- Указ № 562/обн. 06.04.1971 г. – преименува с. Острец на с. Малиново;
- Указ № 3005/обн. 09.10.1987 г. – закрива община Александрово и присъединява включените в състава ѝ населени места към община Ловеч;
- На основание §7 (т.3) от Закона за административно-териториалното устройство на Република България (ДВ, бр. 63/14.07.1995 г.) всички махали, колиби, гари, минни и промишлени селища придобиват статут на села;
- Указ № 203/обн. 28.06.1996 г. – възстановява старото име на с. Стояново на с. Радювене;
- Указ № 384/обн. 04.11.1996 г. – отделя с. Соколово и землището му от община Угърчин и го присъединява към община Ловеч.

## Транспорт
През общината от североизток на югозапад, а след град Ловеч на юг, по долината на река Осъм преминава участък от 53,8 km от трасето на жп линията Левски – Ловеч – Троян.
През общината преминават изцяло или частично 10 пътя от Републиканската пътна мрежа на България с обща дължина 207,5 km:
- участък от 24,2 km от Републикански път I-4 (от km 44,7 до km 68,9);
- участък от 41 km от Републикански път II-35 (от km 23,9 до km 64,9);
- последният участък от 29,2 km от Републикански път III-301 (от km 22,8 до km 52,0);
- участък от 37,8 km от Републикански път III-401 (от km 10,1 до km 47,9);
- последният участък от 1,2 km от Републикански път III-3005 (от km 43,7 до km 44,9);
- целият участък от 24,8 km от Републикански път III-3013;
- последният участък от 9,5 km от Републикански път III-3402 (от km 26,4 до km 35,9);
- началният участък от 16,3 km от Републикански път III-3504 (от km 0 до km 16,3);
- началният участък от 13,1 km от Републикански път III-3505 (от km 0 до km 13,1);
- целият участък от 10,4 km от Републикански път III-4003.

## Топографска карта
- Лист от карта K-35-26. Мащаб: 1 : 100 000.